# Ceryx seminigra
Ceryx seminigra är en fjärilsart som beskrevs av Holland 1898. Ceryx seminigra ingår i släktet Ceryx och familjen björnspinnare. Inga underarter finns listade i Catalogue of Life.